# Baltimore and Potomac Railroad
La Baltimore and Potomac Railroad est une compagnie et ligne de chemin de fer qui faisait partie de la ligne principale de la Pennsylvania Railroad, conduisant du sud-ouest de Baltimore à Washington. Elle fait maintenant partie du corridor nord-est d'Amtrak.